# Ambassade d'Algérie en Grèce
L'ambassade d'Algérie en Grèce est la représentation diplomatique de l'Algérie en Grèce, qui se trouve à Athènes, la capitale du pays.